# Lac Matchi-Manitou
Lac Matchi-Manitou är en sjö i Kanada.   Den ligger i regionen Abitibi-Témiscamingue och provinsen Québec, i den sydöstra delen av landet, 300 km norr om huvudstaden Ottawa. Lac Matchi-Manitou ligger 325 meter över havet. Arean är 29,2 kvadratkilometer. Den sträcker sig 6,9 kilometer i nord-sydlig riktning, och 7,5 kilometer i öst-västlig riktning.
I omgivningarna runt Lac Matchi-Manitou växer i huvudsak blandskog. Trakten runt Lac Matchi-Manitou är nära nog obefolkad, med mindre än två invånare per kvadratkilometer.